# 埃莱娜·利利克
埃莱娜·利利克（德語：Elena Lilik，1998年9月14日—），婚前姓氏阿佩尔（Apel），德国女子皮划艇运动员，2023年欧洲运动会女子单人划艇激流回旋金牌得主、女子单人划艇激流回旋团体铜牌得主、女子单人皮艇激流回旋团体铜牌得主、2024年夏季奥林匹克运动会女子单人划艇激流回旋银牌得主。